# Shorttrack op de Olympische Jeugdwinterspelen 2020

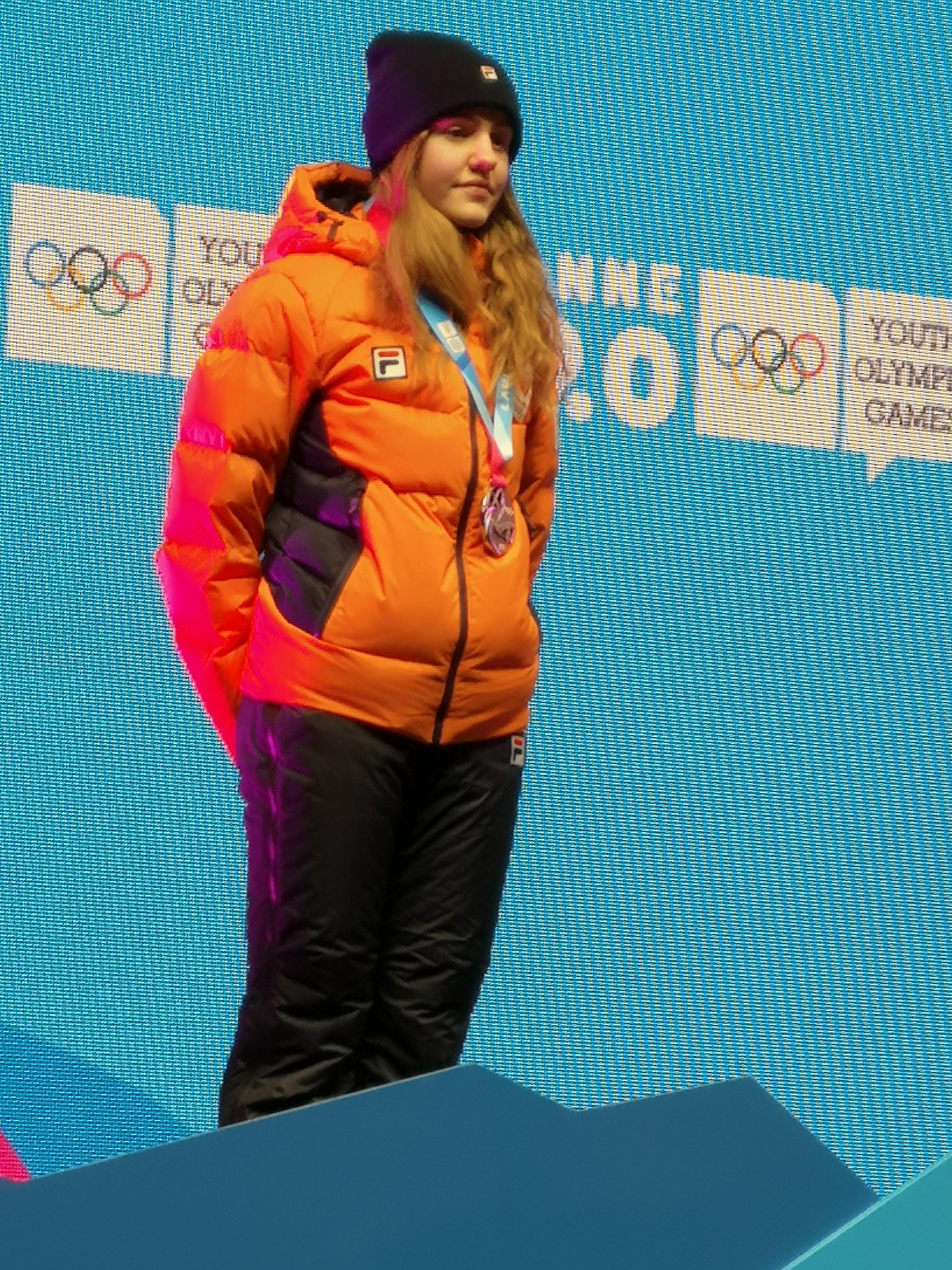
Michelle Velzeboer op het podium van de 500 meter

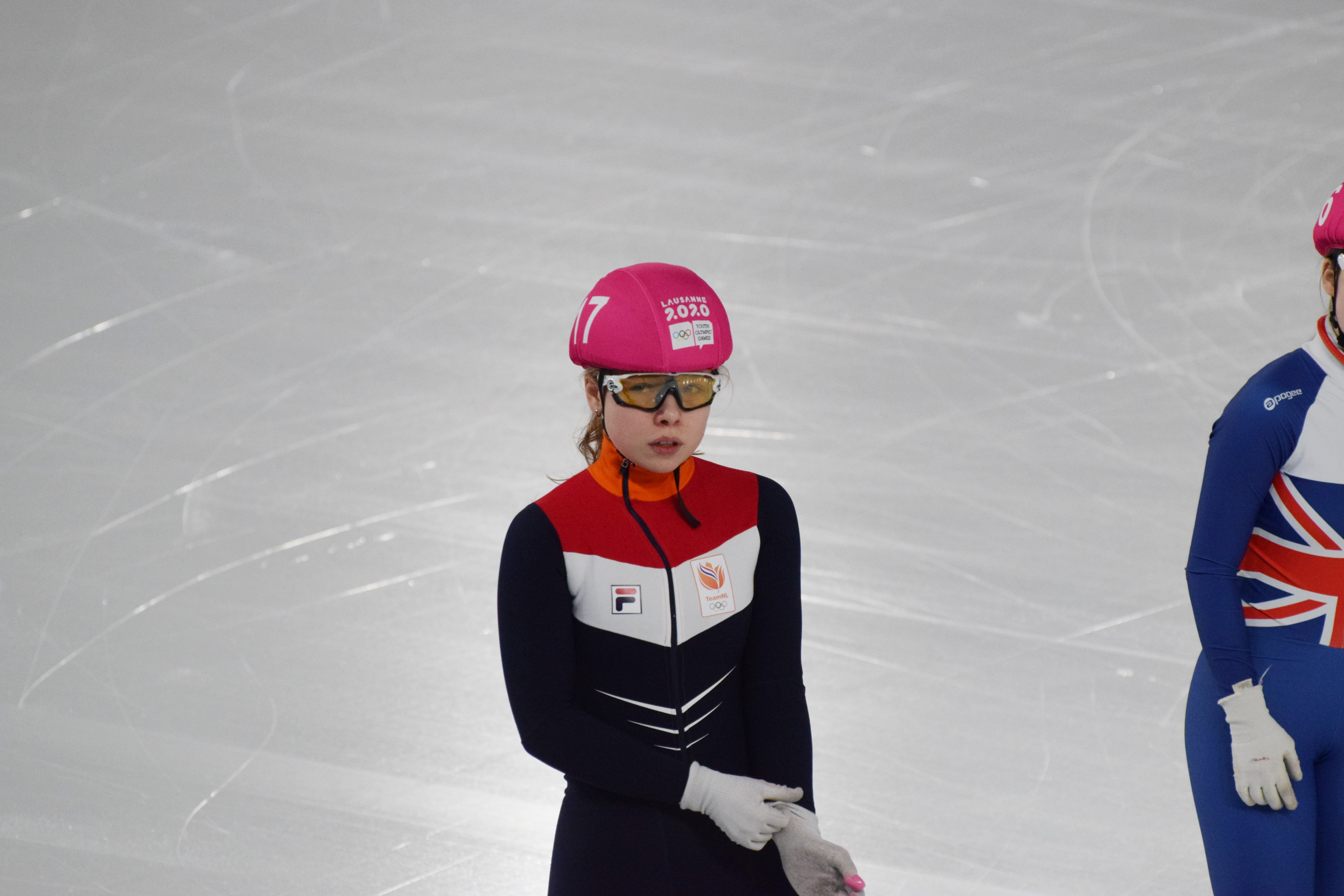
Diede van Oorschot aan de start van haar serie op de 1000 meter

Shorttrack is een van de olympische sporten die beoefend werden tijdens de Olympische Jeugdwinterspelen 2020 in Lausanne. De wedstrijden werden van 18 tot en met 22 januari gehouden in het CIG de Malley. Er werden vijf onderdelen georganiseerd, zowel voor de jongens als voor de meisjes de 500 meter en de 1000 meter en daarnaast was er een aflossing voor gemengde landenteams.

## Deelnemers
Het maximale aantal deelnemers werd door het IOC op 32 jongens en 32 meisjes vastgesteld. Alleen de top vier van de wereldkampioenschappen shorttrack junioren 2019 mocht twee jongens dan wel twee meisjes inschrijven. Het gastland mocht sowieso een jongen en een meisje inschrijven. Het quotum bij de meisjes werd niet opgevuld.

## Medailles
| Onderdeel                | Goud            | Goud                                                     | Zilver          | Zilver                                                 | Brons           | Brons                                                   |
| ------------------------ | --------------- | -------------------------------------------------------- | --------------- | ------------------------------------------------------ | --------------- | ------------------------------------------------------- |
| 500 meter, jongens       | KOR             | Lee Jeong-min                                            | KOR             | Jang Sung-woo                                          | CHN             | Zhang Tianyi                                            |
| 1000 meter, jongens      | KOR             | Jang Sung-woo                                            | KOR             | Lee Jeong-min                                          | CHN             | Li Kongchao                                             |
|                          |                 |                                                          |                 |                                                        |                 |                                                         |
| 500 meter, meisjes       | KOR             | Seo Whi-min                                              | NED             | Michelle Velzeboer                                     | CAN             | Florence Brunelle                                       |
| 1000 meter, meisjes      | KOR             | Seo Whi-min                                              | KOR             | Kim Chan-seo                                           | CAN             | Florence Brunelle                                       |
|                          |                 |                                                          |                 |                                                        |                 |                                                         |
| Gemengde landenaflossing | Team B          | Team B                                                   | Team G          | Team G                                                 | Team A          | Team A                                                  |
| Gemengde landenaflossing | KOR NED JPN USA | Kim Chan-seo Diede van Oorschot Shogo Miyata Jonathan So | RUS TPE KOR FRA | Iuliia Beresneva Chang Hui Jang Sung-woo Gabriel Volet | GBR KOR ITA NZL | Olivia Weedon Seo Whi-min Thomas Nadalini Ethan De Rose |

Alpineskiën · Biatlon · Bobsleeën · 
Curling · Freestyleskiën · IJshockey · Kunstrijden · Langlaufen · Noordse combinatie · Rodelen · Schaatsen · Schansspringen · Shorttrack · Skeleton · Snowboarden · Toerskiën